# Engyneura pilipes
Engyneura pilipes är en tvåvingeart som beskrevs av Stein 1907. Engyneura pilipes ingår i släktet Engyneura och familjen blomsterflugor. Inga underarter finns listade i Catalogue of Life.